# Yagüe Club de Fútbol
El Yagüe Club de Fútbol, fundado en 1962, es un club de fútbol del barrio de Yagüe, en Logroño (La Rioja) que juega en el grupo XVI de la Tercera Federación desde su ascenso en la temporada 2023-24.

## Historia
El club fundado en 1962 tiene un marcado carácter propio, al igual que el resto del barrio de Yagüe, que provoca que desde su fundación todos los vecinos se sientan identificados con el equipo.
La trayectoria del Yagüe fue tradicionalmente en las categorías regionales hasta que en 1987 consiguió el ascenso a la Tercera División iniciando una etapa, que duró hasta 1996, de conjunto ascensor que se movió entre el grupo XV de Tercera y la Regional Preferente. Posteriormente, tras 10 temporadas consecutivas en la Regional Preferente de La Rioja, ascendió de categoría para vivir cuatro años seguidos en Tercera División, para volver a convertirse en un equipo ascensor.
En 2010 se inauguró el nuevo campo de fútbol El Salvador, que sustituyó al anterior derruido en 2004, y que provocó que el equipo jugara durante varias temporadas en el campo de La Estrella.
Desde el año 2017 hasta 2023, el equipo logró su mejor racha histórica de temporadas seguidas en Tercera División, renombrada a Tercera Federación en 2021. Fueron seis temporadas en las que consiguió también su mejor puesto histórico, el 9.º, que alcanzó en la temporada 2018-19. El 1 de abril de 2023 se truncó esta racha cuando descendió matemáticamente a Regional a falta de tres jornadas para el final de la liga.
El paso por regional fue breve, de sólo un año, consiguiendo el ascenso tras acabar primero de su grupo y del grupo de ascenso.

## Uniforme
- Primera equipación: Camiseta, pantalón y medias amarillas.

## Estadio
El Yagüe actualmente disputa sus partidos en el campo de fútbol El Salvador situado las afueras del barrio, que fue inaugurado en 2010. Anteriormente el equipo ha jugado en el viejo campo de fútbol El Salvador (1983-2004) y La Estrella (2004-2010).

## Palmarés
| Competición regional                  | Títulos                                  | Subcampeonatos                      |
| ------------------------------------- | ---------------------------------------- | ----------------------------------- |
| Regional Preferente de La Rioja (4/4) | 1990-91, 1992-93, 1994-95, 2023-24 (G2). | 1986-87, 1997-98, 2005-06, 2011-12. |
| Primera Regional de Navarra (1/1)     | 1983-84.                                 | 1982-83.                            |
| Segunda Regional de Navarra (1/0)     | 1969-70.                                 |                                     |

## Datos del club
- Temporadas en Primera División: 0
- Temporadas en Segunda División: 0
- Temporadas en Primera Federación: 0
- Temporadas en Segunda Federación: 0
- Temporadas en Tercera Federación / Tercera División: 18
- Mejor puesto en la liga: 9.º en Tercera División de España (temporada 2018-19) y en Tercera Federación (temporada 2024-25)

## Trayectoria

### Histórico de temporadas
| Temporada | División      | Puesto |
| --------- | ------------- | ------ |
| 1967-68   | 2.ª Regional  | 3.º    |
| 1968-69   | 2.ª Regional  | 3.º    |
| 1969-70   | 2.ª Regional  | 1.º    |
| 1970-71   | 1.ª Regional  | 19.º   |
| 1971-72   | 2.ª Regional  | 8.º    |
| 1972-73   | 2.ª Regional  | 6.º    |
| 1973-74   | 2.ª Regional  | 10.º   |
| 1974-75   | 1.ª Regional  | 14.º   |
| 1975-76   | 2.ª Regional  | 10.º   |
| 1976-77   | 2.ª Regional  | 3.º    |
| 1977-78   | 1.ª Regional  | 4.º    |
| 1978-79   | 1.ª Regional  | 6.º    |
| 1979-80   | 1.ª Regional  | 10.º   |
| 1980-81   | 1.ª Regional  | 5.º    |
| 1981-82   | 1.ª Regional  | 11.º   |
| 1982-83   | 1.ª Regional  | 2.º    |
| 1983-84   | 1.ª Regional  | 1.º    |
| 1984-85   | Pref. Navarra | 5.º    |
| 1985-86   | Pref. Navarra | 16.º   |
| 1986-87   | Preferente    | 2.º    |

| Temporada | División        | Puesto |
| --------- | --------------- | ------ |
| 1987-88   | 3.ª (Grupo XV)  | 19.º   |
| 1988-89   | Preferente      | 3.º    |
| 1989-90   | Preferente      | 3.º    |
| 1990-91   | Preferente      | 1.º    |
| 1991-92   | 3.ª (Grupo XV)  | 20.º   |
| 1992-93   | Preferente      | 1.º    |
| 1993-94   | 3.ª (Grupo XV)  | 18.º   |
| 1994-95   | Preferente      | 1.º    |
| 1995-96   | 3.ª (Grupo XV)  | 18.º   |
| 1996-97   | Preferente      | 9.º    |
| 1997-98   | Preferente      | 2.º    |
| 1998-99   | Preferente      | 5.º    |
| 1999-00   | Preferente      | 5.º    |
| 2000-01   | Preferente      | 11.º   |
| 2001-02   | Preferente      | 8.º    |
| 2002-03   | Preferente      | 7.º    |
| 2003-04   | Preferente      | 12.º   |
| 2004-05   | Preferente      | 3.º    |
| 2005-06   | Preferente      | 2.º    |
| 2006-07   | 3.ª (Grupo XVI) | 14.º   |

| Temporada | División             | Puesto |
| --------- | -------------------- | ------ |
| 2007-08   | 3.ª (Grupo XVI)      | 16.º   |
| 2008-09   | 3.ª (Grupo XVI)      | 15.º   |
| 2009-10   | 3.ª (Grupo XVI)      | 19.º   |
| 2010-11   | Preferente           | 8.º    |
| 2011-12   | Preferente           | 2.º    |
| 2012-13   | 3.ª (Grupo XVI)      | 18.º   |
| 2013-14   | Preferente           | 4.º    |
| 2014-15   | 3.ª (Grupo XVI)      | 18.º   |
| 2015-16   | Preferente           | 4.º    |
| 2016-17   | Preferente           | 3.º    |
| 2017-18   | 3.ª (Grupo XVI)      | 12.º   |
| 2018-19   | 3.ª (Grupo XVI)      | 9.º    |
| 2019-20   | 3.ª (Grupo XVI)      | 18.º   |
| 2020-21   | 3.ª (Grupo XVI)      | 16.º   |
| 2021-22   | 3.ª RFEF (Grupo XVI) | 14.º   |
| 2022-23   | 3.ª Fed. (Grupo XVI) | 15.º   |
| 2023-24   | Preferente (G2)      | 1.º    |
| 2024-25   | 3.ª Fed. (Grupo XVI) | 9.º    |
| 2025-26   | 3.ª Fed. (Grupo XVI) |        |

```
LEYENDA

 :Ascenso de categoría

 :Descenso de categoría
```

### Participaciones en promociones de ascenso
| Temporada | Liga                | Ronda    | Rival           | Ida | Vuelta | Global |  | Ascenso |
| --------- | ------------------- | -------- | --------------- | --- | ------ | ------ |  | ------- |
| 1969-70   | 2.ª Regional        | Liguilla | S. D. Loyola    | 3-1 | 2-1    | 2.º    |  |         |
| 1969-70   | 2.ª Regional        | Liguilla | C. A. Artajonés | 3-0 | 2-0    | 2.º    |  |         |
| 1969-70   | 2.ª Regional        | Liguilla | C. D. Gares     | 2-0 | 5-3    | 2.º    |  |         |
| 1969-70   | 2.ª Regional        | Liguilla | C. F. Castillo  | 1-2 | 3-3    | 2.º    |  |         |
| 1982-83   | 1.ª Regional        | Liguilla | C. D. Buñuel    | 3-1 | 2-1    | 3.º    |  |         |
| 1982-83   | 1.ª Regional        | Liguilla | C. D. Pamplona  | 1-3 | 6-3    | 3.º    |  |         |
| 1986-87   | Regional Preferente | Final    | C. A. Artajonés | 2-1 | 4-2    | 4-5    |  |         |
| 1992-93   | Regional Preferente | Final    | C. D. Ablitense | 1-2 | 3-2    | 3-5    |  |         |

## Jugadores destacados
- Raúl Ruiz Benito